# Parque nacional de Khaptad
El Parque nacional de Khaptad (en nepalí: खप्तड) es un área protegida con el estatus de parque nacional en la región del extremo occidental, parte del país asiático de Nepal que se extiende por cuatro distritos llamados: Bajhang, Bajura, Achham y Doti. Cubre un área de 225 kilómetros cuadrados y posee una altitud de 3300 m. Una zona de amortiguamiento de 216 kilómetros cuadrados fue declarada en 2006.